# Quidditch Through The Ages
Quidditch Through The Ages (på dansk "Quidditch gennem tiderne") er både en fiktiv bog, beskrevet i J.K. Rowlings Harry Potter-univers og en rigtig bog, skrevet af samme forfatter. Bogen skal forestille at være en bog om Quidditchs historie, skrevet af Kennilworthy Whisp.
I 2013 blev det offentliggjort at bogen skulle filmatiseres.